# Paul Simonon
Paul Gustave Simonon (Thornton Heath, Croydon, Anglaterra, 15 de desembre de 1955) és un músic i artista anglès conegut sobretot per ser el baixista de The Clash. Més recentment ha format part del supergrup The Good, the Bad & the Queen i va tocar al disc Plastic Beach de 2010 de Gorillaz, on, apart d'Albarn va tornar a tocar amb en Mick Jones.

## Inicis
Simonon va néixer a Thornton Heath, Croydon, Surrey. El seu pare, Gustave, era artista aficionat i la seva mare, Elaine, era bibliotecària. Va créixer entre la zona de Brixton al sud de Londres i Ladbroke Grove a l'Oest, i va passar vora un any a Siena i Roma, a Itàlia amb la seva mare i el seu padrastre. Abans d'ajuntar-se amb the Clash, tenia previst de ser artista i va anar a la Byam Shaw School of Art, que llavors era a Campden St, Kensington.

## Carrera
Va conèixer Mick Jones el 1976, i al cap de sis mesos es va formar the Clash quan s'hi va afegir Joe Strummer, amb Jones a la guitarra principal. Simonon s'aprenia els acords de memòria amb el que li deia en Jones a la primera època de The Clash i quan van gravar el primer disc encara no el sabia tocar. Es diu que el nom del grup se li va acudir a ell i era el principal responsable dels aspectes visuals com el vestuari i els fons d'escenari. Simonon és el que surt a la portada del àlbum doble del grup London Calling: la foto que li va fer Pennie Smith destrossant el seu baix durant un concert de 1979 a Nova York; aquesta imatge s'ha convertit en una de les més icòniques de l'era punk.
Simonon va tocar el baix a gairebé totes les cançons de Clash. Les gravacions on no el toca són: "The Magnificent Seven" i "Lightning Strikes (Not Once but Twice)" de Sandinista! (hi toca Norman Watt-Roy), "Rock the Casbah" de Combat Rock (hi toca Topper Headon), i 10 de les 12 cançons de Cut the Crap (hi toca Norman Watt-Roy). A Sandinista! el baix el tocaven Jones o Strummer, però algunes cançons (encara que potser no totes) les va tornar a gravar en Simonon quan va tornar a les sessions després de filmar Ladies and Gentlemen, The Fabulous Stains. A més, quan tocaven "The Guns of Brixton" en directe, s'intercanviava l'instrument amb Joe Strummer, perquè li era més fàcil cantar mentre tocava la guitarra que no pas el baix.
La manera de tocar el baix amb contrapunt de Simonon, influïda pel reggae i l'ska el va diferenciar de la majoria dels altres baixistes punk de l'època per la seva complexitat i pel rol del baix dins del grup.

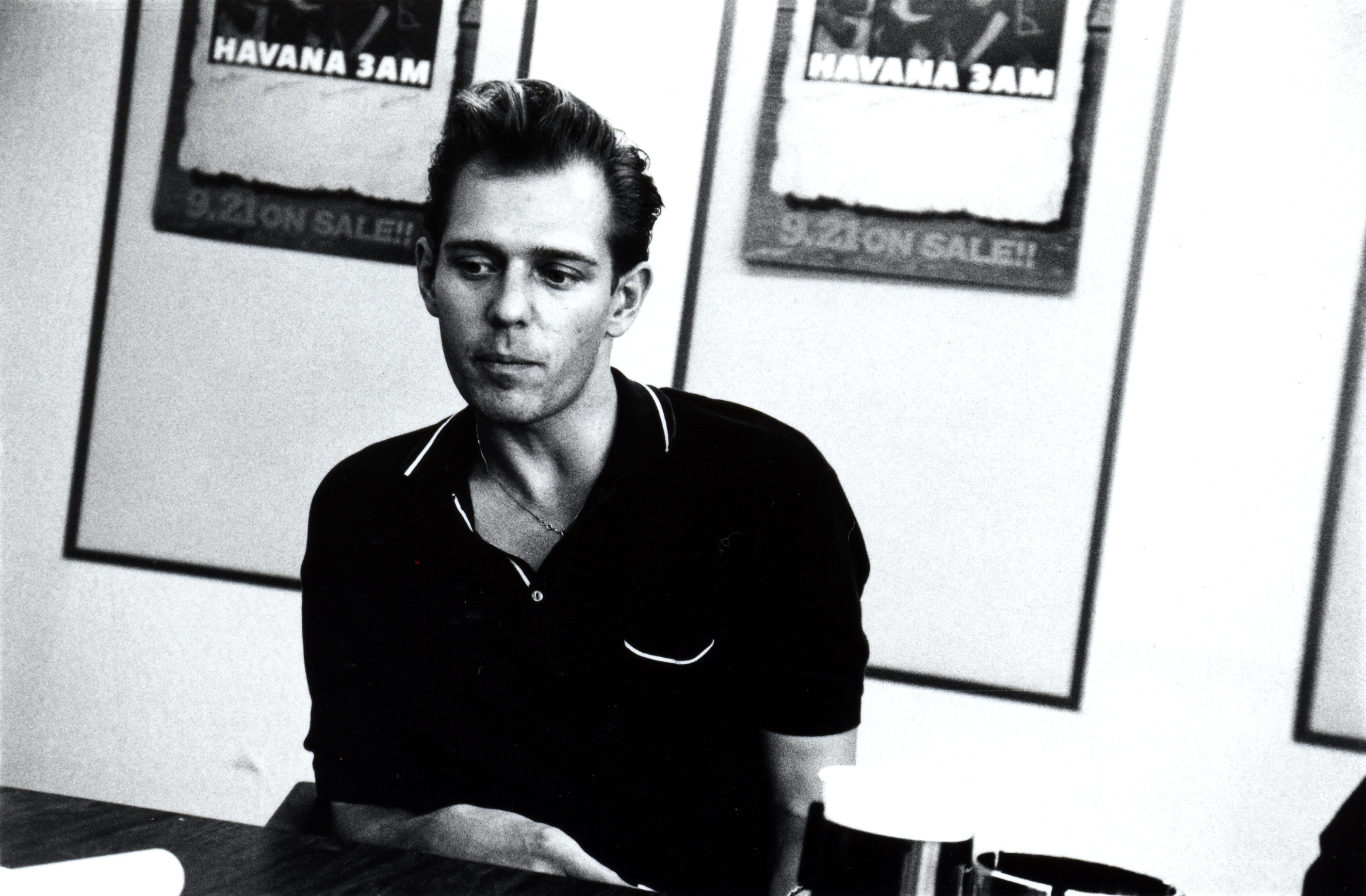
Simonon promocionant el grup Havana 3am a Tòquio, Japó

Després de la dissolució de The Clash el 1986, Simonon va formar un grup anomenat Havana 3am. Van gravar un disc al Japó abans de separar-se. També va participar en una sessió amb Bob Dylan juntament amb Steve Jones dels Sex Pistols que va formar part de l'àlbum de Dylan Down in the Groove. A més, Simonon treballa d'artista plàstic – la seva primera passió abans de ser dels Clash. Ha fet algunes exposicions, i va dissenyar la portada del disc Tighten Up, Vol. 88 de Big Audio Dynamite, a més de la portada de la cançó "Herculean" de l'àlbum The Good, the Bad & the Queen, un projecte amb Damon Albarn on Simonon toca el baix. Paul va tornar a treballar amb Damon Albarn i Mick Jones a l'àlbum de Gorillaz Plastic Beach, i també va tocar el baix al grup en directe dels Gorillaz que va fer la gira de Plastic Beach, juntament amb el Mick Jones a la guitarra. El grup va ser el cap de cartell del festival de Coachella de 2010.
El 2011, Simonon va passar-se un temps al vaixell Esperanza de Greenpeace d'incògnit amb el nom de "Paul l'ajudant de cuina" per lluitar contra les perforacions de petroli a l'Àrtic, a Grenlàndia. Juntament amb altres activistes de Greenpeace va abordar il·legalment una de les perforadores de l'empresa Cairn; per aquesta acció es va passar dues setmanes en una presó de Grenlàndia. La seva identitat es va revelar als altres membres de la tripulació després del viatge, i juntament amb Damon Albarn i els altres membres de the Good, the Bad & the Queen van fer una actuació a Londres per celebrar el 40è aniversari de Greenpeace.

## Discografia

### Amb the Clash

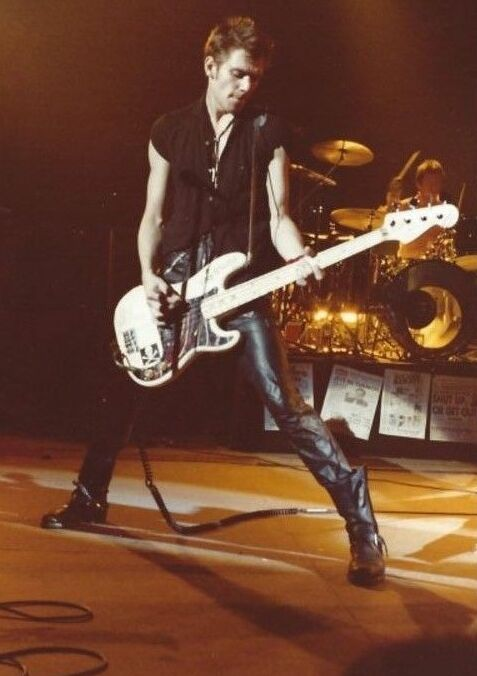
Paul Simonon tocant amb The Clash l'any 1979.

- The Clash (1977)
- Give 'Em Enough Rope (1978)
- London Calling (1979)
- Sandinista! (1980)
- Combat Rock (1982)
- Cut the Crap (1985)

### Amb Havana 3 am
- Havana 3 am (1991)

### Amb the Good, the Bad and the Queen
- The Good, the Bad & the Queen (2007)
- Merrie Land (2018)

### Amb Gorillaz
- Plastic Beach (2010) 
Simonon torna a tocar amb el guitarrista de Clash Mick Jones a la cançó que dona títol a l'àlbum.
- The Fall (2010) 
a "Aspen Forest"

## Art

### Exposicions en solitari seleccionades
- From Hammersmith to Greenwich (2002)
- Paul Simonon Recent Paintings (2008)[11]
- Wot no Bike, ICA Nash and Brandon Rooms (2015). Per acompanyar l'exposició, va publicar una llibre d'edició limitada amb el mateix títol.[12] Hi surten 24 dels quadres, i inclou una introducció de David Lancaster, un escriptor especialitzat en motos clàssiques i cultura i una entrevista entre Simonon i Tim Marlow, director de Programes Artístics de la Royal Academy of Arts de Londres.

### Exposicions en grup seleccionades
- John Martin Gallery (1996)
- Eyes of a Child (1998)
- Crusaid Edinburgh Art Centre (1998)
- Art Tube Exhibition London Underground (2001)
- Notting Hill Arts Exhibition (2001)
- Colony Room Show (2001)